# Katarina Iwanowska
Katarina Iwanowska (maced. Катарина Ивановска; ur. 18 sierpnia 1988 w Skopju) – macedońska modelka i aktorka.

## Kariera
Katarina Iwanowska rozpoczęła karierę modelki w 2004 po wygraniu Look Models International w Macedonii. W tym samym roku zadebiutowała na Milan Fashion Week w wiosennym pokazie włoskiej marki Sportmax. W grudniu 2004 roku pojawiła się na okładce magazynu Elle, zdjęcia wykonała Manuela Pavesi. Była także na okładce Citizen K, Stiletto oraz włoskim i rosyjskim Vogue, Diva i portugalskim magazynie Maxima.
W 2005 Iwanowska otworzyła wiosenny pokaz dla BCBG Max Azria w Nowym Jorku. W 2006 wystąpiła w wiosennej i jesiennej kampanii reklamowej Dolce & Gabbana, którą sfotografował Steven Klein. W 2007 wystąpiła w kreacjach Christiana Diora, Akris i Johna Galliano na jesiennym pokazie. W 2008 brała udział w wiosennym pokazie Christiana Diora, Valentino i Elie Saab w Paryżu. W Nowym Jorku prezentowała sportową markę odzieży Y-3 Yōji Yamamoto. W tym samym roku stała się twarzą Ralpha Laurena i była na okładce magazynu Harrods.
W 2009 była częścią kampanii reklamowej Emanuela Ungaro i pojawiła się w artykule redakcyjnym dla włoskiej Elle, do którego zdjęcia wykonał David Burton. W 2010 brała udział w jesiennej kampanii reklamowej dla Ganta i pojawiła się na okładce w serbskiego wydania magazynu Elle. W 2011 podpisała kontrakt na reklamę produktów Victoria’s Secret. W 2012 znalazła się na okładce meksykańskiego Elle, którą sfotografował Kevin Sinclair. W 2014 modelka brała udział w wiosenno-letnim pokazie Women Direct Portraits.

## Debiut filmowy
W 2012 zadebiutowała w jako aktorka w filmie Treto poluvreme w reżyserii Darko Mitrewskiego, nawiązującego do historii macedońskich Żydów, którzy zostali deportowani do niemieckich komór gazowych przez bułgarskie władze administracyjne i wojskowe, które współpracowały z reżimem nazistowskim w czasie II wojny światowej. Katarina Iwanowska zagrała główną rolę, żydówki Rebeki, córki bankiera.

## Filmografia
- 2012: Treto poluvreme  jako Rebecca